# Teatre Nacional de la República Sèrbia
El Teatre Nacional de la República Sèrbia (en serbi ciríl·lic: Народно позориште Републике Српске; en serbi llatí: Narodno pozorišet Republike Srpske) és un teatre situat a la ciutat de Banja Luka, a la República Sèrbia (Bòsnia i Hercegovina). Fou fundat el 2 de setembre de 1930 sota el nom de Teatre nacional de la Banovina de Vrbas (Народно позориште Врбаске бановине, Narodno pozorišet Vrbaske banovine) i en el període posterior a la Segona Guerra Mundial s'anomenava Teatre nacional de la Krajina de Bòsnia (Народно позориште Босанске Крајине, Narodno pozorišet Bosanske Krajine). El teatre disposa de dues sales: la Gran sala i la sala Petar Kočić, i representa un important lloc de desenvolupament de l'art dramàtic a la regió.
L'edifici del teatre va ser construït per iniciativa del polític Svetislav Milosavljević en uns terrenys oferts per l'Assemblea Municipal de Banja Luka, i sobre un projecte de Josif Goldner en un estil que barreja el neoclassicisme i elements de l'Escola Bauhaus. L'estrena de gala fou el 18 d'octubre de 1930, en presència del mateix Milosavljević i d'altres dignataris de l'època, amb repertori de Branislav Nušić amb Hadži Loja, Hej Sloveni de Rista Odavić i Povratak de Švabićev. Està inscrit a la llista de monuments nacionals de Bòsnia i Hercegovina.